# Rolling Thunder 2
Rolling Thunder 2 è un videogioco arcade a piattaforme e sparatutto a scorrimento orizzontale (talora verticale) sviluppato nel 1990 e pubblicato da Namco. Si tratta del sequel di Rolling Thunder

## Trama
In un anno imprecisato dell'ultimo decennio del XX secolo, la World Crime Police Organization si oppone nuovamente ai disegni criminosi dei terroristi della Geldra, tornati in azione più agguerriti che mai.

## Modalità di gioco
A differenza di quanto si vedeva in Rolling Thunder, stavolta l'agente Leila Blitz non solo è personaggio giocabile, ma addirittura quello controllato dal giocatore 1, mentre il giocatore 2 si cala nei panni del suo collega e fidanzato Albatross. Non è qui possibile la modalità cooperativa. I livelli sono 8: i primi 4 ambientati in Brasile, gli altri in Egitto. Come in Rolling Thunder, il personaggio controllato dal giocatore è armato di pistola e può ricaricarla entrando in determinate stanze. Alla fine dell'ultimo livello bisognerà misurarsi col nuovo leader della Geldra, Gimdo.
Si usano un joystick, per gli spostamenti degli eroi, e due tasti (A per sparare, B per saltare).